# Episodi di Distrito Salvaje
La prima stagione della serie televisiva Distrito Salvaje è stata interamente pubblicata su Netflix il 19 ottobre 2018.
| nº | Titolo originale | Titolo italiano | Pubblicazione originale | Pubblicazione Italia |
| -- | ---------------- | --------------- | ----------------------- | -------------------- |
| 1  | Coercion         | Episodio 1      | 19 ottobre 2018         | 19 ottobre 2018      |
| 2  | Infiltration     | Episodio 2      | 19 ottobre 2018         | 19 ottobre 2018      |
| 3  | Intimidation     | Episodio 3      | 19 ottobre 2018         | 19 ottobre 2018      |
| 4  | Bribery          | Episodio 4      | 19 ottobre 2018         | 19 ottobre 2018      |
| 5  | Theft            | Episodio 5      | 19 ottobre 2018         | 19 ottobre 2018      |
| 6  | Raid             | Episodio 6      | 19 ottobre 2018         | 19 ottobre 2018      |
| 7  | Disappointment'  | Episodio 7      | 19 ottobre 2018         | 19 ottobre 2018      |
| 8  | Betrayal         | Episodio 8      | 19 ottobre 2018         | 19 ottobre 2018      |
| 9  | Execution        | Episodio 9      | 19 ottobre 2018         | 19 ottobre 2018      |
| 10 | Judgement        | Episodio 10     | 19 ottobre 2018         | 19 ottobre 2018      |